# Петрово (Чаинский район)
Петро́во — упразднённая в 2014 году деревня в Чаинском районе Томской области России. Входила в состав Коломинского сельского поселения.

## История
Исторический населённый пункт южных селькупов (группы тюйкум и сюсюкум) — юрты Байдановы (Петровы). Относились к Кортульской инородческой волости.
Располагались на правом берегу Оби. Основные жители — селькупы Сунгуровы, Чалковы, Былины. В 1897: 7 хозяйств — 40 селькупов. В метрических книгах середины XIX в. юрты не упоминаются.
В 1911 г. финский исследователь Кай Доннер записал в юртах Байдона словарные материалы верхнеобского диалекта южноселькупского языка, что стало одной из самых подробных фиксаций данного диалекта.
По данным на 1926 год деревня Петрова состояла из 39 хозяйств, основное население — остяки. В составе Кузуровского сельсовета Колпашевского района Томского округа Сибирского края.
Упразднена в 2014 году.

## Население
| 1920 | 1926 | 1995 | 1996 | 1997 | 1998 | 1999 |
| ---- | ---- | ---- | ---- | ---- | ---- | ---- |
| 148  | ↗187 | ↘5   | →5   | →5   | ↘4   | ↗5   |
| 2002 | 2012 | 2013 | 2014 |      |      |      |
| ↘2   | ↘1   | →1   | ↘0   |      |      |      |